# インディアナポリス市長
インディアナポリス市長（英語：Mayors of Indianapolis）は、アメリカ合衆国のインディアナ州インディアナポリスの市長である。任期4年で再任制限は無い。インディアナポリス市郡ビル最上階に事務所がある。
| 氏名                                      | 就任           | 退任           | 政党       |
| ----------------------------------------- | -------------- | -------------- | ---------- |
| サミュエル・ヘンダーソン                  | 1847年         | 1849年         | ホイッグ党 |
| ホレイショ・C・ニューカム                 | 1849年         | 1851年         | ホイッグ党 |
| カレブ・スカダー                          | 1851年         | 1854年         | ホイッグ党 |
| ジェームズ・マクレディ                    | 1854年         | 1856年         | 民主党     |
| ヘンリー・F・ウェスト                     | 1856年         | 1856年         | 民主党     |
| チャールズ・G・クーロン                   | 1856年         | 1856年         | 民主党     |
| ウィリアム・J・ウォレス                   | 1856年         | 1858年         | 共和党     |
| サミュエル・D・マクスウェル               | 1858年         | 1863年         | 共和党     |
| ジョン・ケイヴン （1期目）                | 1863年         | 1867年         | 共和党     |
| ダニエル・マコーリー                      | 1867年         | 1873年         | 共和党     |
| ジェームズ・L・ミッチェル                 | 1873年         | 1875年         | 民主党     |
| ジョン・ケイヴン （2期目）                | 1875年         | 1881年         | 共和党     |
| ダニエル・W・グラブス                     | 1881年         | 1884年         | 共和党     |
| ジョン・L・マクマスター                   | 1884年         | 1886年         | 共和党     |
| カレブ・S・デニー （1期目）               | 1886年         | 1890年         | 共和党     |
| トーマス・L・サリヴァン                   | 1890年         | 1893年         | 民主党     |
| カレブ・S・デニー（2期目）                | 1893年         | 1895年         | 共和党     |
| トーマス・タガート                        | 1895年         | 1901年         | 民主党     |
| チャールズ・A・ブックウォルター （1期目） | 1901年         | 1903年         | 共和党     |
| ジョン・W・ホルツマン                     | 1903年         | 1906年         | 民主党     |
| チャールズ・A・ブックウォルター （2期目） | 1906年         | 1910年         | 共和党     |
| サミュエル・L・シャンク（1期目）          | 1910年         | 1913年         | 共和党     |
| ヘンリー・R・ウォレス                     | 1913年         | 1914年         | 共和党     |
| ジョーゼフ・E・ベル                       | 1914年         | 1918年         | 民主党     |
| チャールズ・ W・ジェウェット              | 1918年         | 1922年         | 共和党     |
| サミュエル・L・シャンク（2期目）          | 1922年         | 1926年         | 共和党     |
| ジョン・L・デュヴァル                     | 1926年         | 1927年         | 共和党     |
| クロード・E・ネグリー                     | 1927年         | 1927年         | 共和党     |
| レミュエル・アータス・スラック            | 1927年         | 1930年         | 民主党     |
| レジナルド・H・サリヴァン （1期目）       | 1930年         | 1935年         | 民主党     |
| ジョン・W・カーン・ジュニア               | 1935年         | 1937年         | 民主党     |
| ウォルター・C・ボーチャー                 | 1937年         | 1939年         | 民主党     |
| レジナルド・H・サリヴァン（2期目）        | 1939年         | 1943年         | 民主党     |
| ロバート・ティンダル                      | 1943年         | 1947年7月9日   | 共和党     |
| ジョージ・ L・デニー                      | 1947年7月9日   | 1948年1月1日   | 共和党     |
| アル・フィーニー                          | 1948年1月1日   | 1950年11月12日 | 民主党     |
| フィリップ・L・ベイト・ジュニア（1期目）  | 1950年11月12日 | 1951年11月24日 | 民主党     |
| クリスチャン・J・エマート                 | 1951年11月24日 | 1952年1月1日   | 民主党     |
| アレックス・クラーク                      | 1952年1月1日   | 1956年1月1日   | 共和党     |
| フィリップ・L・ベイト・ジュニア（2期目）  | 1956年1月1日   | 1959年1月1日   | 民主党     |
| チャールズ・H・ボズウェル                 | 1959年1月1日   | 1962年8月6日   | 民主党     |
| アルバート・H・ロッシュ                   | 1962年8月6日   | 1964年1月1日   | 民主党     |
| ジョン・J・バートン                       | 1964年1月1日   | 1968年1月1日   | 民主党     |
| リチャード・ルーガー                      | 1968年1月1日   | 1976年1月1日   | 共和党     |
| ウィリアム・H・ハドナット3世              | 1976年1月1日   | 1992年1月1日   | 共和党     |
| スティーヴン・ゴールドスミス              | 1992年1月1日   | 2000年1月1日   | 共和党     |
| バート・ピーターソン                      | 2000年1月1日   | 2008年1月1日   | 民主党     |
| グレッグ・バラード                        | 2008年1月1日   | 2016年1月1日   | 共和党     |
| ジョセフ・ホグセット                      | 2016年1月1日   | 現職           | 民主党     |